# Marmo nero di Ashford

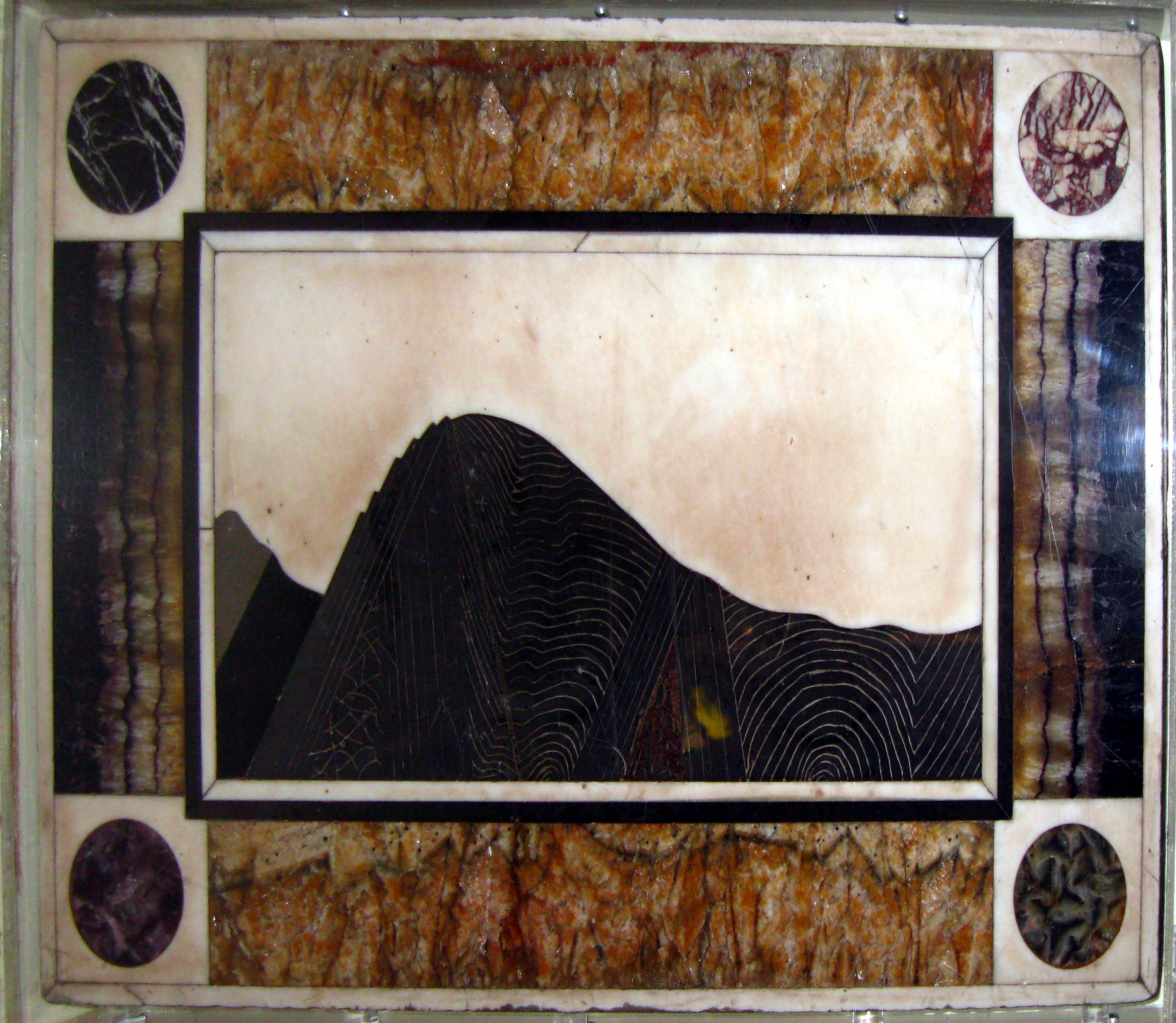
Il profilo di Ecton Hill realizzato con il nero di Ashford

Il Marmo nero di Ashford è il nome dato ad un calcare scuro, che veniva estratto dalle miniere vicino ad Ashford-in-the-Water, nel Derbyshire, in Inghilterra. Una volta tagliato, tornito e lucidato, la sua superficie nera lucida è molto decorativa. Il nero di Ashford è una roccia sedimentaria a grana fine, e non è un marmo vero e proprio dal punta di vista geologico. Può essere tagliato e intarsiato con altre pietre decorative e minerali, utilizzando una tecnica nota come pietre dure. Il Derby Museum and Art Gallery ha un pannello col profilo di Ecton Hill, nello Staffordshire, fatto con nero di Ashford e altri minerali.

## Storia

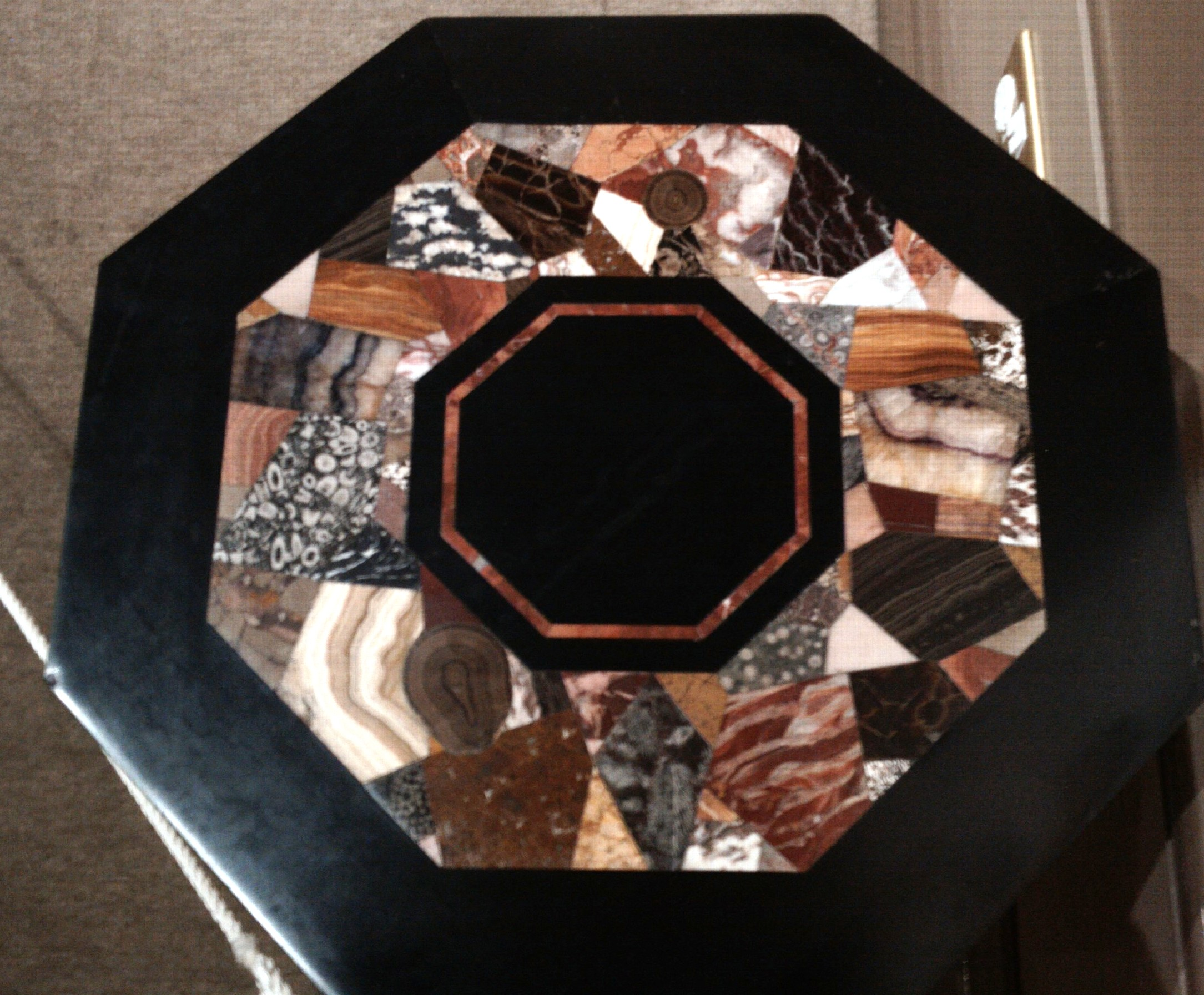
Un tavolo intarsiato al Derby Museum

Gli usi decorativi del minerale nero locale sono stati documentati anche in reperti preistorici, ma la prima cliente documentata fu Bess di Hardwick nel 1580.
Henry Watson, lo zio del geologo del Derbyshire White Watson, è considerata una delle figure chiave nello sviluppo dell'industria locale dell'intarsio del marmo nero di Ashford dal 1750 anche perché possedeva una rudimentale segheria ad acqua nei pressi di Ashford in the Water.
Ci fu un commercio fiorente nella produzione di urne, obelischi e altri elementi decorativi in marmo nero di Ashford durante il tardo XVIII secolo e l'inizio del XIX. John Mawe aveva un museo a Matlock Bath che si occupava di marmo nero e Ann Rayner si dedicava all'incisione di figure sul marmo tramite una punta in diamante, alla porta a fianco all'impresa di Rayner. Molti esempi di incisioni e intarsi in marmo nero sono presenti in collezioni locali, comprese quelli del Derby Museum and Art Gallery, del Museo di Buxton, e di Chatsworth House. Nel 2009 enormi blocchi di marmo grezzo di Ashford sono stati rinvenuti durante i lavori di scavo nei pressi della Seven Stars Public House a Derby: si è ipotizzato che i blocchi fossero stati abbandonati quando un imprenditore del marmo di Ashford si trasferì altrove nel 1880 e, data la rarità, si era anche ipotizzato di metterli all'asta.

## Geologia
Pur chiamato marmo, la roccia è di origine puramente sedimentaria. Si tratta di un fangoso calcare del Carbonifero scuro, a grana fine, e ricco di bitume, che gli conferisce la sua colorazione grigio scuro e che si trasforma un nero lucido quando la superficie viene lucidata e trattata. La prima miniera da cui venne cavata questa roccia fu quella di Arrock Mine, e dopo il 1832 dalla vicina Plantation Rookery, vicino ad Ashford-in-the-Water.

## Lavorazione

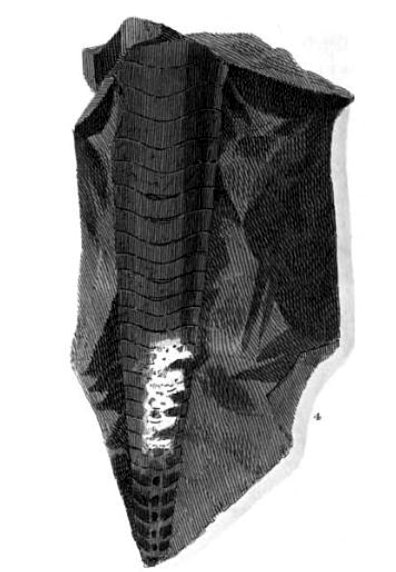
Fossili trovati nel nero di Ashford da William Martin che, per la forma, pensava fosse una coda di coccodrillo

Il calcare può essere lavorato per modellare urne, candelabri e altri oggetti simili, o segato e levigato per la produzione di oggetti piatti come obelischi. Il Derby Museum and Art Gallery ospita una collezioni di oggetti lavorati e parzialmente lavorati in nero di Ashford, che è stata acquisita da un laboratorio di intarsio di proprietà della famiglia Tomlinson. Vi è inclusa una gamma di pezzi prelavorati e pronti per essere intarsiati con il marmo nero: fiori come i non ti scordar di me e il mughetto erano un tema usuale in questo tipo di lavori, dove al nero si accoppiavano altre pietre dure come minerali locali grigi, blu e viola cavati presso Monyash, oppure il "legno rosa" di Nettler Dale a Sheldon, minerali formato da strati rossi e bianchi e il locale Blue John di Castleton.
Alla fine degli anni Ottanta del XVIII secolo il geologo del Derbyshire White Watson iniziò a creare tavole esplicative geologiche con il marmo Nero di Ashford, dove altre rocce locali erano intarsiate in modo da rappresentare gli strati delle rocce in diverse parti della regione Il Derby Museum ha un diagramma di Ecton Hill fatto con il nero di Ashford e altri minerali.
William Martin, che un tempo lavorava con Watson, scrisse il primo studio scientifico dei fossili. Il suo Petrifacta Derbiensia racconta che lo zio di Watson e i suoi lavoratori alla cava di marmo nero chiamavano alcuni dei fossili “coda di coccodrillo” perché pensavano che ne inglobassero i resti.
Il mestiere di intarsio del marmo nero è stato ripreso negli Anni Novanta del XX secolo da Don Edwards, che gestiva una concessionaria di rocce e minerali nel villaggio del Derbyshire Tideswell. Nel 2006 è stato annunciato che il Museo di Buxton aveva acquistato la collezione di marmo nero che era stata raccolta da John Michael Tomlinson. Questi aveva trascorso oltre 50 anni mettendo insieme la raccolta dopo aver scoperto che i suoi antenati erano stati coinvolti nella lavorazione del nero di Ashford.